# 울버린 (마블 코믹스)

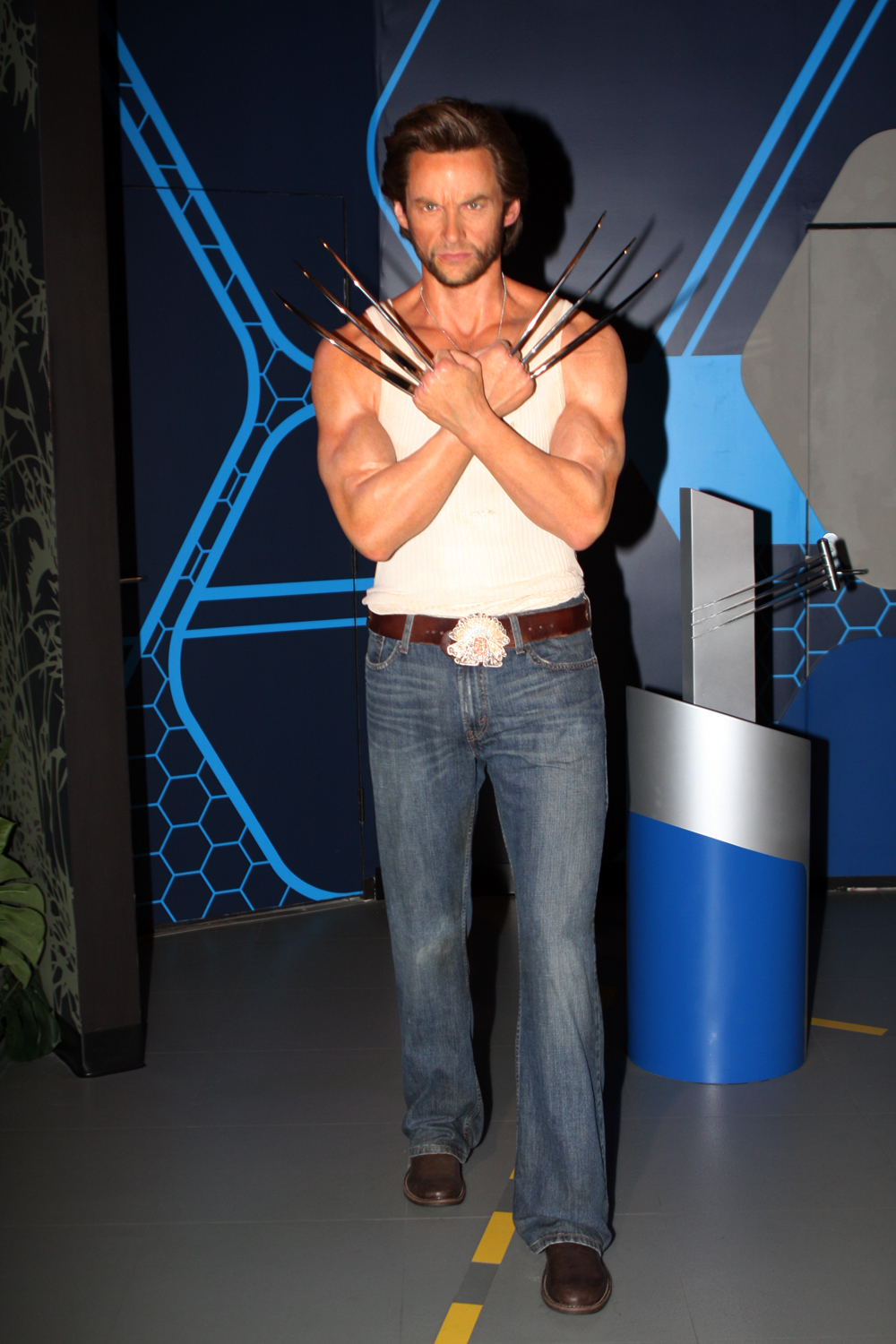
울버린 (휴 잭맨)

울버린(Wolverine)은 마블 코믹스의 슈퍼히어로 팀인 엑스맨을 구성하는 히어로이다. 초판은 헐크 #180-181 (1974년 8월). 본명은 제임스 하울렛(James Howlett)이며, 통칭 로건(Logan)이다. 상처를 입어도 회복하는 치유 능력을 가지고 있으며 엑스맨 탄생: 울버린에서 언급하는 설정에 따르면 뼈가 마블유니버스의 가장 단단한 금속중 하나인 아다만티움으로 되어 있다.

## 담당 배우
- 휴 잭맨

## 같이 보기
- 엑스맨